# CODE8/コード・エイト Part II
『CODE8/コード・エイト Part II』は2024年のカナダのSF映画である。2019年の映画『CODE8/コード・エイト』の続編である。Netflixで2024年2月28日に全世界で公開された。

## あらすじ
前作の5年後、警察はキングストン(キング)巡査部長の指導の下で、ヒューマノイド型のガーディアンに代え、犬型のK9ロボットを用いて超能力者を取り締まる。刑務所から出所したばかりのコナーは、コミュニティ・センターの掃除夫として、ミナのもとで働く。ギャレットはドラッグ「サイク」を売る犯罪帝国を支配する。
ギャレットの下っ端の売人であるタラクとその妹のパバニは貧しく暮らす。タラクはギャレットの現金を盗むも、ギャレットから賄賂を受けているキングの手下に追われる。キングはK9を使ってタラクに大量のサイクを注射させ、過剰摂取に見せかけて殺す。パバニは兄の死を目撃し、超能力を使ってK9を故障させて逃げる。パバニはコミュニティ・センターに逃げ、コナーとミナに匿われる。コナーはギャレットに助けを求め、代償として事件の記憶をパバニから消すことを承知する。だがその処理はパバニから兄に関するすべての記憶を消すことだと知って止めさせ、パバニとともに逃げる。二人はミナの助けを得て逃げるがギャレットと手下に待ち伏せさせる。キングはギャレットを裏切り、ガーディアンを使ってその場の全員を殺そうとする。ミナは自分を犠牲にして、コナー、パバニ、ギャレットを逃がす。デイビス捜査官が3人を見つける。4人は、キングの犯罪を暴くため、彼の家にあるK9の記録を盗む。だがギャレットは裏切り、キングと取引をしようとする。キングとその部下はギャレットの取引の申し出を拒否し、4人を殺そうとする。コナーとパバニは逃げ、パバニはすべての能力を発揮して追っ手を倒す。パパビはK9から盗んだ、兄が殺された記録を放送網に乗せてキングの犯罪を暴く。
3か月後、キングは逮捕されK9は使用停止となっている。ギャレットは刑務所に入り、コナーはパバニとともにコミュニティ・センターを運営する。

## 登場人物
※括弧内は日本語吹替。
- コナー・リード：ロビー・アメル（中村章吾）
- ギャレット：スティーヴン・アメル（松川裕輝）
- パバニ：シレーナ・グラムガス（潘めぐみ）
- キングストン(キング)巡査部長：アレックス・マラリ・Jr（英語版）（関口雄吾）
- 巡査：モー・ジュディ＝ラムール（英語版）
- デイビス捜査官：アーロン・エイブラムス（英語版） （櫻井皓基）
- ミーナ：ジーン・ユーン（英語版）（佐藤しのぶ）
- キングの妻ステファニー・キングストン：Sarena Parmar
- タラック:サミー・アゼロ（新垣樽助）
- スティルマン：アルタイル・ヴィンセント（川原元幸）
- チレッリ：モー・ジュディ＝ラムール（田所陽向）
- メアリー：ナタリー・リコンティ（山本留里佳）

日本語版その他出演：野村須磨子、東内マリ子、大泊貴揮、野津山幸宏、河村梨恵、村田遥、櫻庭有紗、玉井勇輝、木内太郎、いとうさとる
日本語版制作スタッフ 演出：安江誠、翻訳：村上美智子、調整：村越直、制作管理：田坂謙一、制作進行：万代知花、日本語版制作：グロービジョン